# 萨尔乌达耶劳务捐赠运动

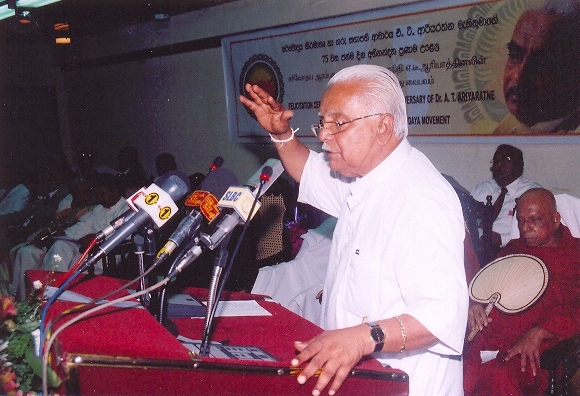
萨尔乌达耶劳务捐赠运动的创始人A·T·阿里亚拉特纳

萨尔乌达耶劳务捐赠运动是斯里兰卡的一个自治组织，它向村庄提供综合发展和冲突解决方案。它也是2004年印度洋大地震引发海啸后斯里兰卡重建工作中的最大本土组织。1958年，A·T·阿里亚拉特纳创建该组织，当时他带领来自科伦坡纳兰达学院的40名高中生和12名教师进行“教育实验”，前往贱民村庄卡塔卢瓦，帮助村民修复村庄。
截至2006年，该组织的员工和项目活跃于斯里兰卡大约15000个村庄（共有38000个村庄）。该组织估计，约有1100万公民是其某项计划的直接受益者。该组织从一个有16亿卢比的金融储备银行中分配资金。
该组织隶属于全球生态村网络。